# جان الان فانشون
جان الان فانشون (2 سبتمبر 1988 بميلوز في فرنسا - ) (بالفرنسية: Jean-Alain Fanchone)‏ هو لاعب كرة قدم فرنسي في مركز الدفاع. شارك مع منتخب فرنسا تحت 16 سنة لكرة القدم ومنتخب فرنسا تحت 18 سنة لكرة القدم ومنتخب فرنسا تحت 19 سنة لكرة القدم ومنتخب فرنسا تحت 21 سنة لكرة القدم. أما مع النوادي، فقد لعب مع نادي أرليه أفينيون ونادي أودينيزي ونادي بترولول بلويشتي ونادي بريست ونادي ستراسبورغ ونادي واتفورد ونيم أولمبيك.

## وصلات خارجية
- جان الان فانشون على موقع رابطة كرة القدم الفرنسية للمحترفين (الإنجليزية)
- جان الان فانشون على موقع قاعدة بيانات كرة القدم.إي يو (الإنجليزية)
- جان الان فانشون على موقع ليكيب (الفرنسية)
- جان الان فانشون على موقع Soccerway.com (الإنجليزية)